# Маккормак, Эрик (писатель)
Эрик П. Маккормак (англ. Eric P. McCormack; 3 февраля 1938 — 9 мая 2023) — канадский писатель шотландского происхождения, автор романов «Мистериум», «Летучий голландец», «Мотель „Парадиз“», «Первая труба: К бою против чудовищного строя женщин» и др.

## Биография
Эрик Маккормак родился 3 февраля 1938 года в обедневшем промышленном городке Беллсхилл в Шотландии, недалеко от Глазго, где его отец работал на сталелитейном заводе. Маккормак получил степень магистра английской литературы в Университете Глазго, затем преподавал в средней школе шахтёрского городка Мюиркирк в Шотландии. В 1966 году Маккормак перебирается в Виннипег (провинция Манитоба, Канада), где в Университете Манитобы защищает докторскую диссертацию по «Анатомии меланхолии» Роберта Бёртона — тексту, к которому он часто обращается в своих произведениях.
В 1970 году получает место на кафедре английского языка в Университете Св. Джерома, где по сегодняшний день продолжает преподавать литературу XVII века и современную литературу.
Скончался 9 мая 2023 года в возрасте 85 лет.

## Некоторые произведения

### «Мотель „Парадиз“» (The Paradise Motel, 1989)
На смертном одре дедушка завещал юному Эзре Стивенсону историю — дикую и причудливую. О четырёх братьях и сестрах с библейскими именами — Эсфирь, Захария, Рахиль и Амос. Их отец, судя по всему, совершил такое, по сравнению с чем бледнеют любые кошмары. Эзра вырос и отправился на поиски мифических героев старой истории. Ответы находились в разных местах — в Институте Потерянных, в глубине южных джунглей, в гостиных серебряных старцев… Но доверять не стоило никому.

### «Мистериум» (The Mysterium, 1993)
Каррик — окутанный туманами сонный городок где-то на севере Острова. Но в него приезжает чужак из Колоний, и начинается бесовщина: сначала кто-то уничтожает памятник героям Войны, затем оскверняют кладбище, заливают кислотой книги в городской Библиотеке… Посреди зимы на городок наступают полчища насекомых. Однако подлинная чума обрушивается лишь после того, как находят варварски изувеченный труп местного пастуха. Сначала гибнут животные, за ними — дети. Когда приходит черед взрослых, город изолируют. Но не раньше, чем все жители начинают говорить — и уже не могут остановиться.

### «Летучий голландец» (The Dutch Wife, 2002)
Муж Рейчел Вандерлинден отправился за границу и больше не вернулся. Вместо него на пороге однажды объявился незнакомец и сказал: «Я — ваш муж». И женщина впустила его в дом и никогда уже не задавала вопросов. Но через много лет её сын Томас, эрудит и библиофил, отправляется на край света искать двух таинственных людей, с которыми мать разделила свою жизнь, — и доходит в своем странствии до крайних пределов любви, утраты и мистического понимания женской и мужской души. Приключения заводят героев в Город Одноногих Мужчин и племена рыболизов и людей-ящериц, в тибетский монастырь, на Сокрушенную Отмель и в Институт Потерянных. Но самой непостижимой тайной остается человек, живущий рядом…